# Edmond Bour
Edmond Bour (1832-1866) va ser un matemàtic francès.

## Vida i Obra
Bour va fer els seus primers estudis al col·legi públic de Gray i al institut de Dijon. El 1850 va ingressar a l'École Polytechnique, on es va graduar el primer de la seva promoció. El 1852 va iniciar estudis a l'École des Mines de Saint-Étienne on es va graduar el 1855 i el mateix any va ser nomenat professor de mecànica i mineria de l'École des Mines.
El 1859 va ser nomenat professor de geometria descriptiva de l'École Polytechnique, el 1860 professor titular de l'École des Mines i, finalment, el 1861 professor titular de l'École Polytechnique.
El 1863 va viatjar a l'Àsia Menor per unes llargues exploracions metal·lúrgiques, cosa que va afeblir notablement la seva ja delicada salut.
Malgrat la seva mort prematura als 34 anys, Bour va deixar treballs remarcables en anàlisi matemàtica, àlgebra, geometria diferencial, mecànica analítica i aplicada i mecànica celeste.